# تریلر حقوقی

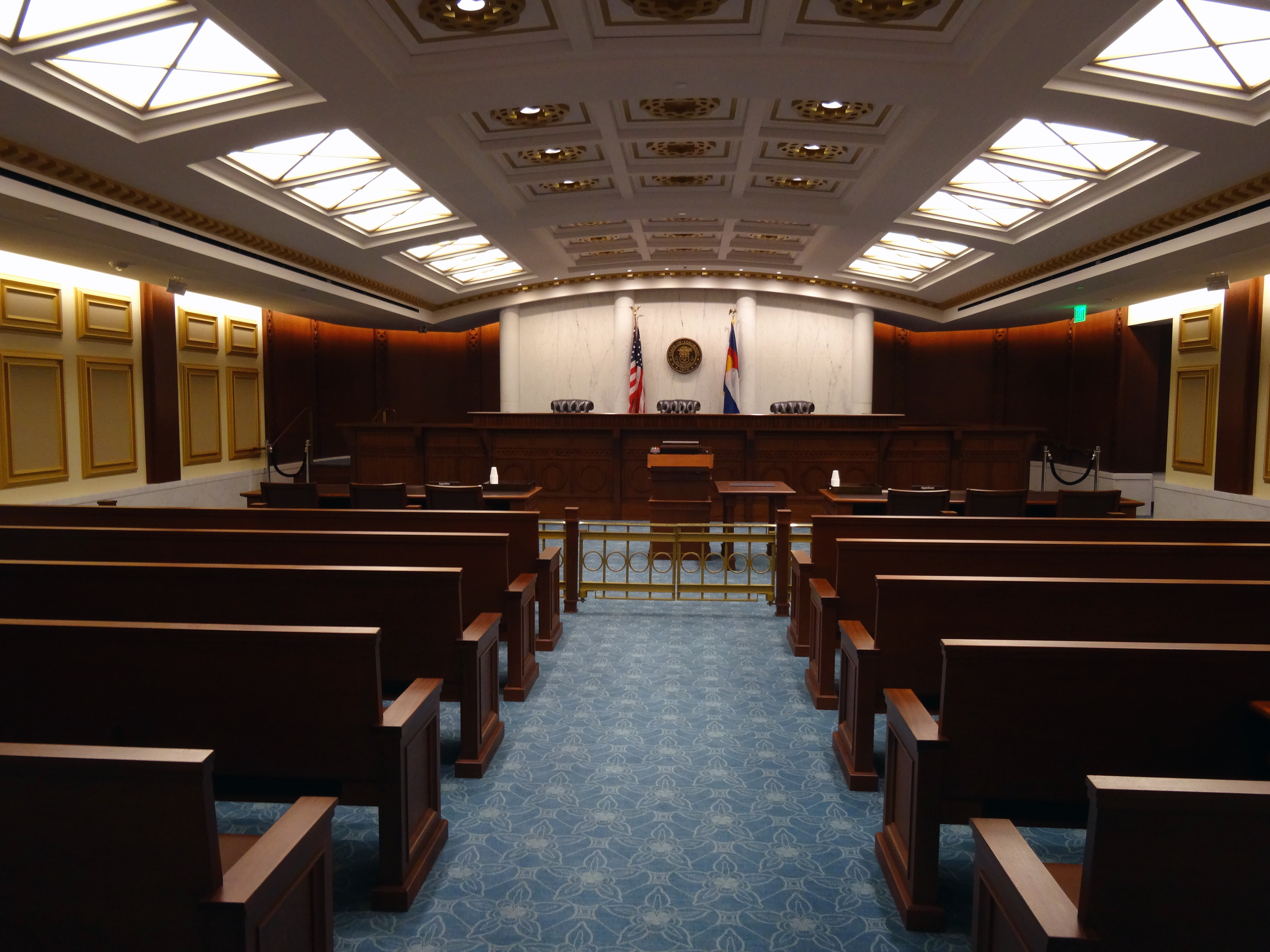
نمای دادگاه در یک تریلر حقوقی

تریلر حقوقی یا دلهره‌آور حقوقی (به انگلیسی: legal thriller) نوعی ژانر جنایی تخیلی است که بر روند تحقیقات جنایی و با اشاره به تأثیر این روند در جریان دادگاه، و زندگی شخصیت‌ها تمرکز دارد.
جریان دادگاه و نویسندگی حقوقی از ویژگی‌های ژانر تریلر حقوقی هستند. در این ژانر، وکلا به‌عنوان متخصصان حقوقی، قهرمان معرفی می‌شوند. اقدامات آن‌ها در دادگاه بر کیفیت زندگی شخصیت تأثیر می‌گذارد، زیرا آن‌ها بی‌گناهی را بر بی‌عدالتی پیروز می‌دانند.
بسیاری از متخصصان حقوقی مانند قضات و وکلا، نویسندگان اصلی این ژانر هستند و تجربه‌های خود را ارائه می‌دهند. تجربه نویسندگی حقوقی اسکات تارو که یک وکیل است، به‌واسطه رمان فرض بر بی‌گناه تأیید شده‌است. نویسنده آمریکایی هارپر لی نیز از پرونده‌های پدرش را که یک وکیل بود بهره جست.
جان گریشام نیز که یک وکیل است به توسعه تریلر حقوقی کمک کرده‌است. زبان حقوقی نیز یکی دیگر از ویژگی‌های تریلر حقوقی است. نمایش‌های تلویزیونی کت‌شلواری‌ها و چگونه از مجازات قتل فرار کنیم تجسم تریلر حقوقی هستند که با زبان حقوقی مشخص می‌شوند. رمان‌ها و نمایش‌های تلویزیونی ژانر تریلر حقوقی بر آموزش تأثیر گذاشته‌اند. بسیاری از آن‌ها به مسائل پیچیده عدالت اجتماعی مانند تبعیض نژادی و مجازات اعدام می‌پردازند.

## نویسندگان
نویسندگان اصلی این ژانر عبارتند از:
- بریان استیونسون
- هارپر لی
- اسکات تارو
- مایکل کانلی
- جان گریشام
- لیندا فرستاین
- پل لوین
- پاتریک هافمن
- ویش دامیجا
- جیلیان هافمن
- مارک گیمنز
- مارسیا کلارک
- جیمز گریپاندو